# Franz von Schlick
Franz Joseph Heinrich von Schlik (Praga, 23 maggio 1789 – Vienna, 17 marzo 1862) è stato un generale austriaco.
Fu conte di Bassano e Weißkirchen.

## Biografia
Franz von Schlick era figlio del conte Joseph Heinrich Schlick (1754–1807) e di sua moglie, Philippine Ludmilla Nostitz-Rieneck († 1844).
Durante la propria giovinezza, von Schlick si dedicò allo studio della giurisprudenza entrando nell'esercito nel 1809 come Secondo Luogotenente di un reggimento di corazzieri, prendendo parte alla Battaglia di Aspern, dopo la quale venne nominato Primo Luogotenente. Quando l'Austria si alleò con la Francia nel 1812, von Schlick seguì le sorti del proprio esercito; ad ogni modo, dopo la dichiarazione di guerra dell'Austria a Napoleone I, nell'agosto del 1813, subì una pericolosa ferita alla testa che gli costò la perdita di un occhio, ma rientrò comunque nell'esercito ottenendo il comando delle armate di Lipsia dall'imperatore Francesco I d'Austria, venendo promosso successivamente Feldmaresciallo secondo Luogotenente nonché proprietario di un reggimento di ussari.
Dopo la rivoluzione di Vienna del 1848 venne nominato comandante della Fortezza di Cracovia, ed alla fine di novembre di quello stesso anno ottenne il comando di 8000 uomini, coi quali operò contro i rivoluzionari ungheresi.
Dopo essersi unito con le armate del principe Windisch Graetz, vinse con lui la Battaglia di Kapolna. Dopo la sconfitta degli ungheresi, divenne comandante del 2º Corpo d'Armata e divenne Comandante Generale in Moravia. Dal giugno del 1854 fu comandante in capo della 4ª Armata in Galizia, passando alla seconda guerra d'indipendenza italiana 1859, combattendo valorosamente nella famosa Battaglia di Magenta sotto il comando di Ferencz Gyulaj venendo nominato comandante della 2ª Armata e combattendo poi ancora nella Battaglia di Solferino e San Martino. Tra gli altri, pose la propria firma all'Armistizio di Villafranca e morì a Vienna il 17 marzo 1862, divenendo per la propria carriera e per le proprie abilità, uno degli ufficiali più popolari dell'Impero Austro-Ungarico.